# Archambaud IV de Bourbon
Archambaud IV de Bourbon dit le Fort (né vers 1030 et mort le 22 septembre 1095) est seigneur de Bourbon de 1078 à 1095.

## Biographie
Archambaud IV est le fils aîné et successeur d'Archambaud III de Bourbon, né de sa première union avec Beltrude. C'est un personnage violent et ambitieux. Fort du soutien de puissantes alliances, que son père avait contracté avec les propres enfants d'Archambaud IV (Ermengarde de Bourbon se maria avec Foulques IV d'Anjou (Foulques Réchin), Archambaud V avec Pétronille de Chemillé/Craon, et Aymon II avec (Adelinde) Lucie de Nevers), Archambaud IV se lancera dans des petits conflits territoriaux et aura ainsi énormément agrandi le bourbonnais à sa mort.
Vers 1078, Archambaud IV lance une expédition, en direction de Montluçon, contre les religieux d'Evaux (Évaux-les-Bains), pour affirmer des droits qu'il prétendait avoir. À noter qu’Évaux-les-Bains est dans la province de la Marche, soit en Limousin, et dépend de la Famille de Chambon (Chambon-sur-Voueize, Chambonchard).
Il entre en conflit avec le comte de Nevers et même avec l'archevêque de Lyon.
En 1088, il emprisonne un seigneur du Nivernais, Hugues de Montigny.
Les relations avec le prieuré de Souvigny, qui s'étaient distendues à l'époque de son père, deviennent conflictuelles. Il se montre un adversaire résolu des moines de Souvigny qui lui reprochent d'avoir imposé des redevances dans la cité et de contester les droits du prieuré. Archambaud IV se heurte à l'abbé Hugues de Cluny qui multiplie les remontrances et menace même de l'excommunier ! Un concile se réunit à Charlieu en 1095 afin de l'amener à composition. Il ne faut pas moins que l'intervention du pape Urbain II en route en Auvergne (Chaise-Dieu en août 1095) vers Clermont (pour prêcher la croisade) pour qu'Archambaud IV accepte de négocier un accord. Il meurt pendant les pourparlers le 22 septembre 1095, avant l'arrivée du Pape à Souvigny.
Ces conflits n'entravent pas l'expansion de la seigneurie de Bourbon. Archambaud IV contrôle entre autres Ygrande, Cosne, Buxières ; en Autunois et en Nivernais, Le Veurdre, La Chapelle-aux-Chasses, Azy-le-Vif et Saint-Pierre-le-Moûtier ; en Auvergne, Jenzat, Rochefort, Gannat, Bègues, Cusset, mais il s'agit dans la plupart des cas d'enclaves.

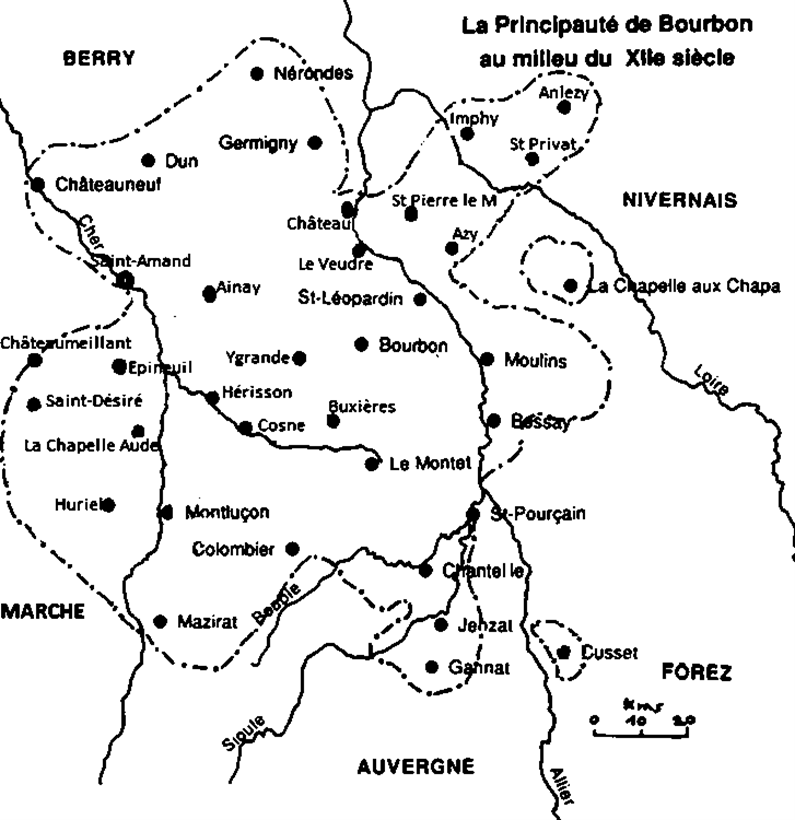
Etat du Bourbonnais en fin de règne d'Archambaud IV.

## Unions et postérité
Archambaud IV épouse Beliarde, d'origine inconnue, dont :
- Alix de Saint Julien et de Saint Gérand qui épouse Amelius de Chambon (Amelius Cambo) ;
- Archambaud V le Pieux ;
- Pierre de Blot, fondateur de la première maison de Blot ; il reçoit Château-Rocher, au bord de la Sioule ;
- Bernard ;
- Aymon II Vaire-Vache ;
- Ermengarde épouse Foulques IV d'Anjou, puis Guillaume de Jaligny ;
- Ebbo.

## Sources
- Anthony Stokvis, Manuel d'histoire, de généalogie et de chronologie de tous les États du globe, depuis les temps les plus reculés jusqu'à nos jours, préf. H. F. Wijnman, éditions Brill Leyde 1889, réédition 1966, Volume II, chapitre II « France et Monaco ») États féodaux, § 84 « Seigneurie, puis baronnie et plus tard duché de Bourbon », p. 143 et tableau généalogique no 42, p. 144.